# باکو توره
باکو توره (انگلیسی: Bako Touré؛ ۷ دسامبر ۱۹۳۹ – ۲۸ آوریل ۲۰۰۱) بازیکن فوتبال اهل مالی بود که در پست مهاجم بازی می‌کرد.
از باشگاه‌هایی که در آن بازی کرده است می‌توان به باشگاه فوتبال المپیک مارسی، باشگاه فوتبال آژاکسیو، باشگاه فوتبال نانت، باشگاه فوتبال نانسی، و باشگاه فوتبال تولوز اشاره کرد.
وی همچنین در تیم ملی فوتبال مالی بازی کرده است.